# Elysium (Marte)
Elysium  è una caratteristica di albedo della superficie di Marte.